# 몽구스 (몽고DB)
몽구스(Mongoose)는 몽고DB와 Express.js 웹 애플리케이션 프레임워크 간 연결을 생성하는 자바스크립트 객체 지향 프로그래밍 라이브러리이다.

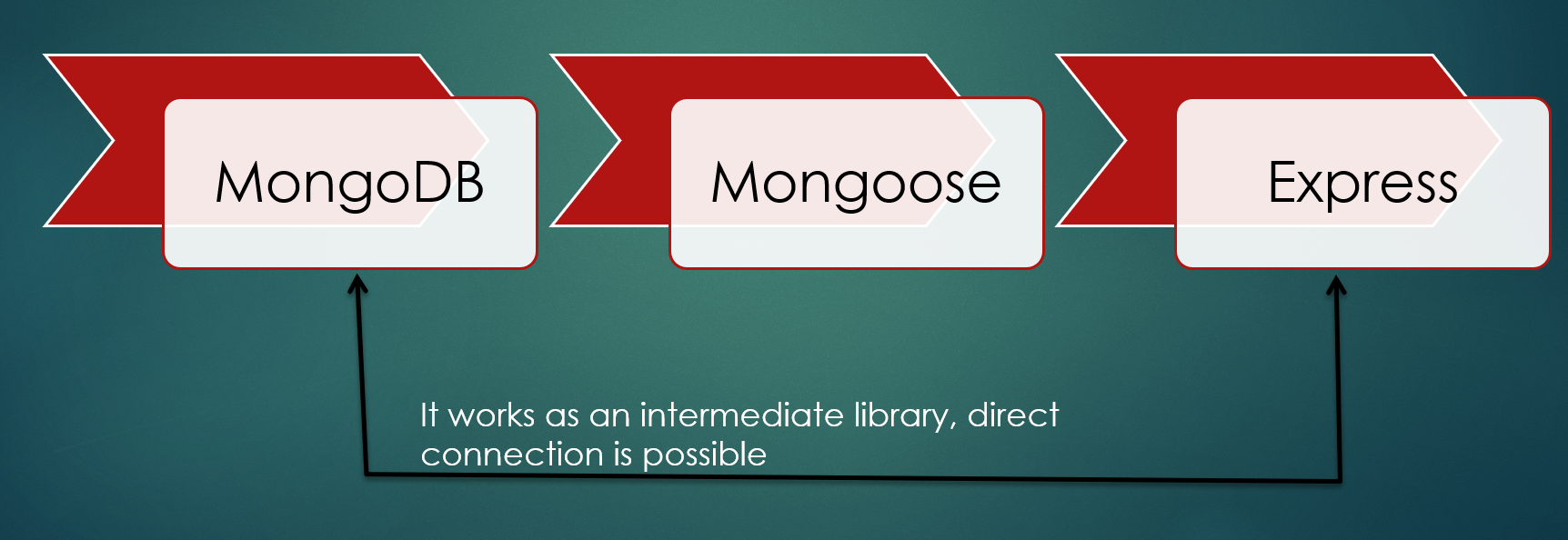
몽구스는 몽고 DB와 익스프레스 간 중간 라이브러리이다.